# بابلو يوريبا
بابلو يوريبا (بالإسبانية: Pablo Uribe)‏ هو مبارز بالسيف كولومبي، ولد في 1931.

## وصلات خارجية
- بابلو يوريبا على موقع أوليمبيديا (الإنجليزية)